# Vincent Martel Deconchy
Vincent Martel Deconchy (Guiscard, 21 gennaio 1768 – Berrioplano, 2 agosto 1823) è stato un militare francese.
Fu attivo nelle guerre rivoluzionarie francesi e nelle guerre napoleoniche.

## Biografia

### Le guerre rivoluzionarie francesi
Nacque nel 1768 a Guiscard. Entrò in servizio come sottotenente nel 56° reggimento di fanteria il 1° aprile 1792. Prestò servizio nell'assedio di Lilla contro l'esercito prussiano quello stesso anno mentre nell'inizio 1793 partecipò all'assedio di Anversa, in uno scontro minore a Tienen e nella battaglia di Neerwinden. Dopo la sconfitta, si ritirò assieme a tutto l'esercito di Dumoriez dai Paesi bassi austriaci verso la Francia. Nominato assistente degli aiutanti generali, prestò servizio nelle altre battaglie dell'Armata del Nord come Valenciennes e Saint-Amand. Dopo l'arrivo del generale Pichegru nel 1794 al comando dell'armata, fu inserito nel suo stato maggiore. Fu presente alle battaglie di Courtai, di Turcoing e all'assedio di Ypres. Dopo aver preso parte all'assedio di Bois-le-duc, fu messo a capo di un'avanguardia e conquistò Bommel: prima ebbe la meglio sul reggimento Hohenlohe che difendeva la zona, facendo diversi prigionieri, e poi attraversò il Waal, catturando l'artiglieria che difendeva il ponte su cui passò. La sua promozione a tenente giunse nell'aprile 1795. L'anno seguente abbandonò il quartier generale per trasferirsi nella 54ª semi-brigata di linea in Olanda.
Rimasto in Olanda, nel 1798 divenne capitano ed aiutante di campo del generale Boudet. Rimase impiegato nella Repubblica Batava anche durante la guerra della Seconda coalizione: combatté durante l'invasione anglo-russa dell'Olanda sotto il comando del generale Brune. In particolare, Deconchy combatté nelle battaglie di Bergen e di Alkmaar ma si distinse soprattutto a Castricum: prima, messosi al comando di due squadroni di ussari olandesi, attaccò e disperse un reggimento di dragoni inglesi, catturando tutta la loro retroguardia, ed in seguito, messosi al comando di un battaglione, attaccò gli inglesi, facendo prigioniero un colonnello. Fu promosso sul campo a capobattaglione. Terminata la campagna e tornato in Francia, prese parte al colpo di Stato del 18 brumaio. Nel 1800 si unì all'Armata di riserva, dove svolse il ruolo di primo aiutante di capo del generale Dupont, scendendo in Italia al fianco di Napoleone: combatté sia a Marengo sia a Pozzolo, svolgendo una breve parentesi da comandante a Livorno.

### Sotto l'Impero
Dopo la nascita dell'impero, continuò a svolgere il ruolo di aiutante del generale Dupont negli accampamenti di Saint-Omer e Montreuil. Ricevette il titolo di Ufficiale della Legion d'Onore il 14 giugno 1805. Dopo lo scoppio della guerra con l'Austria, fu inserito nel VI corpo del generale Ney: servì ad Haslach l'11 ottobre e a Dürenstein l'11 novembre. Promosso a maggiore del 56° reggimento, venne inviato ad Alessandria nel 1806. Nel 1809 riorganizzò la 16ª semibrigata e la condusse in Germania. Passò gli anni successivi in Spagna. Fu messo provvisoriamente a comando del 25° reggimento di fanteria leggera nel 6° Corpo dell'esercito di Spagna nel gennaio 1810.
Arrivò a Salamanca il successivo 4 maggio e partecipò agli assedi di Ciudad Rodrigo e di Almeida. Divenuto colonnello il 17 settembre, prestò servizio in Portogallo, durante la terza invasione della regine ad opera del maresciallo Massena. Combatté a Redinha, Santa-Cruz e Foz de Arouce, venendo poi elogiato dal maresciallo Ney per il coraggio ed il valore dimostrato in queste occasioni. Due anni dopo il suo arrivo in Spagna, partecipò alla battaglia di Salamanca. Promosso a generale di brigata nel gennaio 1813, tornò a Parigi il giugno seguente per riprendersi da alcuni problemi di salute che lo affliggevano. Dopo essersi ripreso, Deconchy fu inviato in Italia, sotto il comando di Eugenio di Beauharnais. Fu lui assegnato il comando di una delle due brigate del generale Marcognet, del secondo corpo dell'esercito franco-italiano.Servì attivamente nelle battaglie di Caldiero, di Boara Pisani, di Castagnaro e del Mincio, ricevendo il titolo di Cavaliere dell'Ordine della Corona Ferrea verso la fine del 1813. Tornò in Francia in licenza prima della fine della guerra.

### Restaurazione ed ultimi anni
Al ritorno dei Borbone sul trono di Francia, Deconchy fu assegnato al comando di una brigata di fanteria leggera a Parigi. Vennero lui concessi i titoli di Cavaliere dell'Ordine di San Luigi e di Commendatore della Legion d'Onore. Non svolse alcun incarico di rilievo durante i Cento Giorni e, terminata l'ultima parentesi napoleonica, riprese le precedenti mansioni già dall'agosto 1815. Dal 1816 al 1820 fu l'ispettore generale di fanteria per la 3ª, 5ª e 18ª divisione militare. Nel 1821 venne promosso a tenente generale e venne concesso lui il titolo di Grand'Ufficiale della Legion d'Onore. Confermato negli incarichi di ispettore generale, stavolta per la 2ª e 12ª divisione militare nel 1822, venne incluso nel Comitato Speciale e Consultivo di Fanteria. L'anno seguente, il 1823, fu nominato comandante della 7ª divisione di fanteria del 3° corpo dell'Armata dei Pirenei, destinato ad invadere la Spagna. Sfortunatamente, morì a Berrioplano, durante il blocco di Pamplona nell'agosto di quell'anno.